# Kurt Decker
Gerhard Kurt Decker, född 3 februari 1927 i Stockholm, död 4 juni 2017 i Lidingö, var en svensk juvelerare. Han var bror till Heinz Decker.
Decker, som var son till direktör Otto Decker och Ida Cullman, studerade vid Palmgrenska samskolan i Stockholm. Han blev direktörsassistent i C.G. Hallbergs Guldsmeds AB i Stockholm 1952 och verkställande direktör för Kurt Decker AB från 1961. Han var styrelseledamot i C.G. Hallbergs Guldsmeds AB och Guldvaruhuset AB 1952–1961. Han var medlem av Deutsche Gesellschaft für Edelsteinkunde och Gemmological Association of Great Britain. Decker är begravd på Lidingö kyrkogård.